# Чечево (Куявсько-Поморське воєводство)
Чечево (пол. Czeczewo) — село в Польщі, у гміні Радзинь-Хелмінський Ґрудзьондзького повіту Куявсько-Поморського воєводства.
Населення — 380 осіб (2011).
У 1975-1998 роках село належало до Торунського воєводства.

## Демографія
Демографічна структура станом на 31 березня 2011 року:
|          | Загалом | Допрацездатний вік | Працездатний вік | Постпрацездатний вік |
| -------- | ------- | ------------------ | ---------------- | -------------------- |
| Чоловіки | 184     | 45                 | 124              | 15                   |
| Жінки    | 196     | 47                 | 122              | 27                   |
| Разом    | 380     | 92                 | 246              | 42                   |